# Stratovarius (Album)
Stratovarius ist das zwölfte Studioalbum der gleichnamigen finnischen Power-Metal-Band Stratovarius. Es erschien am 31. August 2005 und ist das Reunion-Album der Band um Timo Tolkki, die kurz vor der Auflösung stand.

## Entstehungsgeschichte
Ende 2003 hatte er Timo Kotipelto aus der Band geworfen, und stattdessen die Finnin Katriina Wiiala in die Band geholt, für die er auch die Songs geschrieben hat. Doch dann ließ sich Tolkki selbst aufgrund von Selbstmordgedanken in eine Nervenklinik einweisen. Dort stellte man fest, dass er unter manischen Depressionen litt. Nach einiger Zeit hielt man ihn jedoch für vorerst kuriert und entließ ihn aus der Klinik. Die Band vereinigte sich im Januar 2005 wieder, Jörg Michael hatte bereits die Drumspuren aufgenommen, und im April war dann auch der Rest des Albums fertig.
Dieses Album markiert laut Timo Tolkki den Beginn einer neuen Ära bei Stratovarius; zum ersten Mal in der Band-Geschichte ist kein einziger Doublebass-Song auf dem Album zu finden.
Bereits vor dem Erscheinen des Albums gab es Probleme mit dem deutschen Außenministerium, da Tolkki für die CD einen Song namens Hitler eingeplant hatte, der als Intro eine Rede des Diktators enthalten sollte. Tolkki musste den Song nach Deutschland schicken, wo entschieden wurde, dass der Name abgeändert und die Rede deutlich in den Hintergrund gemischt werden musste. Der Song landete schließlich als Zenith Of Power (Götterdämmerung) auf dem Album.
Im Internet kursiert jedoch ein inoffizielles Video zur Demo-Version des Songs, also die Version in der die Hitler-Rede noch das Intro darstellt. Der Song wird mit Bildern aus dem Zweiten Weltkrieg untermalt.
Die Songs Maniac Dance, Back To Madness und United haben einen besonderen Platz auf dem Album, da sie sich mit der Bandsituation befassen. In Maniac Dance singt Kotipelto, dass Tolkki eingesehen hat, dass er die Band nur in der alten Besetzung weiterführen kann. In Back To Madness, das ein wenig progressiv angehaucht ist, beschreibt Tolkki seine Erlebnisse in der Klinik, und United ist eine Art Dankeshymne an die Fans, mit großem Livepotenzial.

## Tracklisting
1. Maniac Dance (4:35)
2. Fight!!! (4:03)
3. Just Carry On (5:28)
4. Back To Madness (7:42)
5. Gypsy In Me (4:27)
6. Götterdämmerung (Zenith Of Power) (7:12)
7. The Land Of Ice And Snow (3:04)
8. Leave The Tribe (5:42)
9. United (7:04)

Die japanische Edition enthält als Bonustrack den Live-Song Break The Ice aus dem Jahre 1993.

## Singles

### Maniac Dance
Am 8. August 2005 erschien die Single-Auskopplung Maniac Dance mitsamt Video, bei dem Antti Jokinen auf dem Regiestuhl saß. Antti Jokinen ist u. a. durch seine Videos für Shania Twain, Céline Dion und Korn bekannt.

#### Tracklisting
1. Maniac Dance (4:37)
2. United (Edit) (5:28)
3. Maniac Dance (Risto Asikainen Quantum Mix) (3:53)
4. Maniac Dance (Original demo from Hästfittan) (4:40)